# Joachim Scheer
Joachim Scheer (* 5. März 1927 in Bückeburg; † 21. August 2020) war ein deutscher Bauingenieur (Stahlbau) und Hochschullehrer an der TU Braunschweig.

## Leben
Scheer beantragte am 22. Februar 1944 die Aufnahme in die NSDAP und wurde zum 20. April desselben Jahres aufgenommen (Mitgliedsnummer 9.867.588). Er studierte ab 1948 Bauingenieurwesen an der TH Darmstadt mit dem Diplom 1953. Danach war er in einer Tiefbaufirma tätig, bevor er Assistent von Kurt Klöppel im Institut für Stahlbau der TH Darmstadt wurde. 1959 wurde er bei Klöppel promoviert und 1960 erschienen die Beulwerttafeln für Platten, die er mit Klöppel berechnet hatte (mit Hilfe des Computers IBM 704, den IBM der TH Darmstadt 1958 gespendet hatte) und die später vielfach Anwendung fanden. 1958 erschien ein Aufsatz, der ihn als einen der Pioniere der elektronischen Rechnung in der Statik in Deutschland auswies (ein anderer war der Mathematiker Alwin Walther von der TH Darmstadt und Klöppel selbst). Nach der Promotion gründete er mit Weihermüller ein eigenes Ingenieurbüro in Wiesbaden. 1970 erhielt er einen Ruf auf den Lehrstuhl der TH Darmstadt und wenig später an die Technische Hochschule Hannover, wo er 1971 Professor wurde. 1976 wurde er Professor an der TU Braunschweig, wo er bis zur Emeritierung 1992 den Lehrstuhl für Stahlbau leitete.
Er befasste sich besonders mit der Stabilität und dem Tragverhalten schlanker Bauteile im Stahlbau und speziell mit abgespannten Masten, Seilkonstruktionen, Raumtragwerken und Gerüsten aus Stahl. Außerdem befasste er sich mit Bauschadensforschung. Der Anlass dieser Beschäftigung waren mehrere schwere Brückenunglücke Anfang der 1970er Jahre: 1970 das Versagen des Brückenträgers beim Bau der West Gate Bridge in Melbourne und der Cleddau Bridge in Milford Haven und im November 1971 das Versagen des Kragarms des Freivorbaus beim Bau der Südbrücke (Koblenz), der bei einer Länge von 52 m einknickte. Als Folge wurden von Scheer und anderen umfangreiche Großversuche zum Beulen von Platten unternommen, die in die DIN 18800, Teil 3, einflossen. Eine weitere Anregung zur Schadensforschung waren für Scheer zahlreiche Fälle von Mast-Versagen. Scheer war u. a. Prüfingenieur der Grenzwaldbrücke.
Er war Mitglied des Deutschen Ausschusses für Stahlbau (DASt) und ab 1978 ordentliches Mitglied der Braunschweigischen Wissenschaftlichen Gesellschaft. Er war Obmann der Normanausschüsse für die DIN 18800, Teil 1 (Bemessung und Konstruktion von Stahlbauten) und 3 (Stablitätsnachweis plattenartiger Bauteile aus Stahl). Scheer war auch langjähriger Herausgeber der Zeitschrift Der Bauingenieur. 1994 wurde er Ehrendoktor der TU München und erhielt im selben Jahr die Auszeichnung des Deutschen Stahlbaus.
Er gab im September 2001 das Sonderheft der Zeitschrift Der Stahlbau zu seinem Lehrer Klöppel heraus und veröffentlichte darin Erinnerungen an diesen.

## Schriften
- Benutzung programmgesteuerter Rechenanlagen für statische Aufgaben, erläutert am Beispiel der Durchlaufträgerberechnung. In: Der Stahlbau. 27 Jg., Heft 9 und 10, 1958, S. 225–229 [H. 9], S. 275–280 [H. 10].
- Zum Problem der Gesamtstabilität von einfachsymmetrischen I-Trägern. In: Der Stahlbau. 28 Jg., Heft 5 (I. Allgemeine Herleitungen) und 6 (II. Zahlenrechnungen), 1959, OCLC 73859410, S. 113–126 [H. 5], S. 165–171 [H. 6] (TH Darmstadt, F. f. Bauingenieurw., Dissertation v. 18. Dez. 1958).
- mit Kurt Klöppel, Karl Heinrich Möller: Beulwerte ausgesteifter Rechteckplatten. Nachdruck der Auflage von 1968. Ernst, Berlin 2001, ISBN 3-433-02828-1 (Erstausgabe:  1960).
- Versagen von Bauwerken: Ursachen, Lehren. Band 1: Brücken. Ernst und Sohn, Berlin 2000, ISBN 3-433-01802-2.
- Versagen von Bauwerken: Ursachen, Lehren. Band 2: Hochbauten und Sonderbauwerke. Ernst und Sohn, Berlin 2001, ISBN 3-433-01608-9.
  - Englische Ausgabe: Failed bridges: case studies, causes and consequences. 2. Auflage. Ernst & Sohn, Berlin 2010, ISBN 978-3-433-02951-0.
- Extrapolieren - Zwang und Risiko für Bauingenieure. In: Abh. Braunschweigische Wiss. Ges. Band 45. Erich Goltze KG, Göttingen 1995, S. 45–68 (biblio.etc.tu-bs.de [PDF]).
- mit Joachim Lindner, Herbert Schmidt: Stahlbauten. Erläuterungen zur DIN 18800, Teil 1 bis 4, Ernst und Sohn 1992, 3. Auflage 1998